# Eleição municipal de Contagem em 2020
A eleição municipal na cidade de Contagem em 2020 ocorreu nos dias 15 de novembro (primeiro turno) e 29 de novembro (segundo turno), com o objetivo de eleger um prefeito, um vice-prefeito, além das vagas de vereadores para a administração da cidade, que se iniciará em 1 de janeiro de 2021 e com término em 31 de dezembro de 2024. O atual prefeito é Alex de Freitas, do Partido da Social Democracia Brasileira (PSDB). Marília Campos, do Partido dos Trabalhadores (PT), foi eleita prefeita do município pela terceira vez com 51,35% dos votos válidos.
Originalmente, as eleições ocorreriam em 4 de outubro (primeiro turno) e 25 de outubro (segundo turno, caso necessário), porém, com o agravamento da pandemia de COVID-19 no Brasil, as datas foram modificadas.

## Contexto político e pandemia
As eleições municipais de 2020 estão sendo marcadas, antes mesmo de iniciada a campanha oficial, pela pandemia de COVID-19 no Brasil, o que fez com que os partidos remodelem suas estratégias de pré-campanha. O Tribunal Superior Eleitoral (TSE) autorizou os partidos a realizarem as convenções para escolha de candidatos aos escrutínios por meio de plataformas digitais de transmissão, para evitar aglomerações que possam proliferar o coronavírus. Alguns partidos recorreram a mídias digitais para lançar suas pré-candidaturas. Além disso, a partir deste pleito, será colocada em prática a Emenda Constitucional 97/2017, que proíbe a celebração de coligações partidárias para as eleições legislativas, o que pode gerar um inchaço de candidatos ao legislativo.

## Convenções partidárias
A escolha dos candidatos à Prefeitura de Contagem é oficializada durante as convenções partidárias, que ocorrem excepcionalmente neste pleito entre 31 de agosto a 16 de setembro, período definido pela Emenda Constitucional nº 107 de 2020. Válido para todos os partidos políticos, o prazo garante a isonomia entre as legendas e é o momento em que os partidos escolhem quais filiados podem pedir o registro de candidatura e se disputarão a eleição coligados com outras legendas.

## Candidatos[9]
O prazo para registro de candidaturas foi até 26 de setembro de 2020, e teve os dados divulgados pelo TSE.
| Número Eleitoral | Candidato(a) a prefeito(a) | Candidato(a) a prefeito(a) | Candidato(a) a vice-prefeito(a) | Candidato(a) a vice-prefeito(a) | Partido/Coligação                                                     |
| Número Eleitoral | Nome                       | Partido                    | Nome                            | Partido                         | Partido/Coligação                                                     |
| ---------------- | -------------------------- | -------------------------- | ------------------------------- | ------------------------------- | --------------------------------------------------------------------- |
| 10               | Dr. Wellington             | Republicanos               | Maria Jose Chiodi               | Solidariedade                   | "Cuidar de Contagem" - Republicanos - Solidariedade - PSC - DC        |
| 12               | Ivayr Soalheiro            | PDT                        | Amarildo de Oliveira            | PDT                             | Sem coligação                                                         |
| 13               | Marília Campos             | PT                         | Dr. Ricardo Faria               | MDB                             | "Contagem Feliz de Novo" - PT - MDB - PSB - PCdoB                     |
| 17               | Profº Irineu               | PSL                        | Sargento Décio                  | PSL                             | Sem coligação                                                         |
| 18               | Kaka Menezes               | REDE                       | Rogerio Henrique                | REDE                            | Sem coligação                                                         |
| 22               | Wellington Silveira        | PL                         | Sargento Matias                 | PRTB                            | "Contagem Pode Mais" - PL - PRTB                                      |
| 23               | Alvear Saraiva             | Cidadania                  | Gê Nogueira                     | PSDB                            | "Juntos por Contagem" - Cidadania - PSDB                              |
| 25               | Felipe Saliba              | DEM                        | Capitão Fontes                  | PODE                            | "Reconstruir Contagem" - DEM - PODE - Solidariedade - PSD - PP - PROS |
| 29               | Sebastião Pessoa           | PCO                        | Warlei de Assis                 | PCO                             | Sem coligação                                                         |
| 30               | Márcio Bernardino          | NOVO                       | Dr. Marcelo Pereira             | NOVO                            | Sem coligação                                                         |
| 33               | Lindomar Gomes             | PMN                        | Ingrid Arcanjo                  | PMN                             | Sem coligação                                                         |
| 35               | Dulce                      | PMB                        | Fernanda Jatobá                 | PMB                             | Sem coligação                                                         |
| 36               | Coronel Fiuza              | PTC                        | Fernando Gordo                  | PTC                             | Sem coligação                                                         |
| 43               | Maria Lucia Guedes         | PV                         | Jose Roberto Gabarzza           | PV                              | Sem coligação                                                         |
| 50               | Rosa & Stella              | PSOL                       | Rosa & Stella                   | PSOL                            | Sem coligação                                                         |
| 51               | Alfredo                    | Patriota                   | Maclaiten Bolsonaro             | Patriota                        | Sem coligação                                                         |

## Resultados
| Candidato(a)                     | Vice                              | 1.º turno 15 de novembro de 2020 | 1.º turno 15 de novembro de 2020 | 2.º turno 29 de novembro de 2020 | 2.º turno 29 de novembro de 2020 |
| Candidato(a)                     | Vice                              | Votação                          | Votação                          | Votação                          | Votação                          |
| Candidato(a)                     | Vice                              | Total                            | %                                | Total                            | %                                |
| -------------------------------- | --------------------------------- | -------------------------------- | -------------------------------- | -------------------------------- | -------------------------------- |
| Marília Campos (PT)              | Dr. Ricardo Faria (MDB)           | 118 955                          | 41,83%                           | 147 768                          | 51,35%                           |
| Felipe Saliba (DEM)              | Capitão Fontes (PODE)             | 52 371                           | 18,42%                           | 139 987                          | 48,65%                           |
| Doutor Wellington (Republicanos) | Maria Jose Chiodi (Solidariedade) | 40 069                           | 14,09%                           | Não participou                   | Não participou                   |
| Ivayr Soalheiro (PDT)            | Amarildo de Oliveira (PDT)        | 14 162                           | 4,98%                            | Não participou                   | Não participou                   |
| Márcio Bernardino (NOVO)         | Dr. Marcelo Pereira (NOVO)        | 13 134                           | 4,62%                            | Não participou                   | Não participou                   |
| Wellington Silveira (PL)         | Sargento Matias (PRTB)            | 11 458                           | 4,03%                            | Não participou                   | Não participou                   |
| Professor Irineu (PSL)           | Sargento Décio (PSL)              | 11 271                           | 3,96%                            | Não participou                   | Não participou                   |
| Coronel Alvear (Cidadania)       | Gê Nogueira (PSDB)                | 7 489                            | 2,63%                            | Não participou                   | Não participou                   |
| Kaká Menezes (REDE)              | Rogério Henrique (REDE)           | 5 790                            | 2,04%                            | Não participou                   | Não participou                   |
| Coronel Fiúza (PTC)              | Fernando Gordo (PTC)              | 3 157                            | 1,11%                            | Não participou                   | Não participou                   |
| Maria Lúcia Guedes (PV)          | Jose Roberto Gabarzza (PV)        | 2 129                            | 0,75%                            | Não participou                   | Não participou                   |
| Lindomar Gomes (PMN)             | Ingrid Arcanjo (PMN)              | 2 029                            | 0,71%                            | Não participou                   | Não participou                   |
| Alfredo (Patriota)               | Maclaiten Bolsonaro (Patriota)    | 1 657                            | 0,58%                            | Não participou                   | Não participou                   |
| Dulce (PMB)                      | Fernanda Jatobá (PMB)             | 640                              | 0,23%                            | Não participou                   | Não participou                   |
| Sebastião Pessoa (PCO)           | Warlei de Assis (PCO)             | 64                               | 0,02%                            | Não participou                   | Não participou                   |
| Total de votos válidos           | Total de votos válidos            | 284 375                          | 83,13%                           | 287 755                          | 87,33%                           |
| Votos em branco                  | Votos em branco                   | 21 985                           | 6,43%                            | 12 974                           | 3,94%                            |
| Votos nulos                      | Votos nulos                       | 35 728                           | 10,44%                           | 28 760                           | 8,73%                            |
| Total                            | Total                             | 342 088                          | 80,01%                           | 329 489                          | 77,06%                           |
| Abstenções                       | Abstenções                        | 85 487                           | 19,99%                           | 98 086                           | 22,94%                           |
| Eleitores aptos a votar          | Eleitores aptos a votar           | 427 575                          | 100,00%                          | 427 575                          | 100,00%                          |